# West Point of the Air
West Point of the Air is een Amerikaanse film uit 1935 onder regie van Richard Rosson.

## Verhaal
Big Mike is een sergeant die werkt als vliegenier voor het leger. Hij wil graag dat zijn zoon Little Mike een echte man wordt en tevens vliegenier. Little Mike groeide op met Phil, de zoon van generaal Carter, en zijn liefje Skip. Hij blijkt een goede student te zijn en wordt de sterspeler van het footballteam. Hiermee maakt hij zijn vader trots en wint hij het hart van Dare Marshall. Als Skip te horen krijgt dat hij uitgaat met Dare, voelt ze zich gekwetst. Na zijn opleiding keert hij met Dare terug naar de plaats waar hij is opgegroeid.
Op de avond voor een ontmoeting met officieren voor het leger, kiest hij ervoor om uit te gaan. Hij rijdt op een weg waar Phil met zijn vliegtuig wil landen. In een poging Little Mike te ontwijken, stort het vliegtuig neer. Phil is ernstig toegetakeld en zijn been moet onmiddellijk geamputeerd worden. Little Mike voelt zich schuldig, maar moet zich volledig richten op zijn toelating aan het leger. Tijdens een vliegtest verliest hij controle over zijn vliegtuig. Big Mike schiet hem te redding en wil het incident geheimhouden voor de officieren. Little Mike vindt dat hij eerlijk moet zijn en wordt geslagen door zijn vader als hij zegt de waarheid te willen zeggen.
Little Mike zweert nooit meer te vliegen en Big Mike wordt ontslagen voor het gebruiken van geweld. De tijd gaat langzaam voorbij. Big Mike werkt inmiddels als klusjesman en Little Mike staat op het punt uit het leger te stappen. Big Mike is razend, omdat hij weet dat zijn zoon veel verplichtingen heeft. Daarom besluit hij in zijn plaats al zijn verantwoordelijkheden uit te voeren. Ook Skip vindt het een domme beslissing en wijst Little Mike op zijn gebrek aan integriteit. Intussen stort Big Mike neer met zijn vliegtuig. Little Mike springt onmiddellijk in het water om hem te redden. Uiteindelijk loopt alles goed af voor vader en zoon en wordt Little Mike herenigd met Skip.

## Rolbezetting
| Acteur             | Personage                 |
| ------------------ | ------------------------- |
| Wallace Beery      | Sergeant 'Big Mike' Stone |
| Robert Young       | 'Little Mike' Stone       |
| Lewis Stone        | Generaal Carter           |
| Maureen O'Sullivan | 'Skip' Carter             |
| Russell Hardie     | Phil Carter               |
| Rosalind Russell   | Mevrouw Dare Marshall     |
| James Gleason      | Joe 'Bags'                |
| Henry Wadsworth    | Luitenant Pettis          |
| Robert Taylor      | 'Jasky' Jaskarelli        |
| Robert Livingston  | 'Pip' Pippinger           |